# Український інститут випробувань та сертифікації електрообладнання
Украї́нський інститу́т випро́бувань та сертифіка́ції електрообла́днання (УкрТЕСТ) — інститут, що діє у складі ДП «Укрметртестстандарт».
УкрТЕСТ на сьогодні єдина в Україні організація, яка отримала визнання як Національний сертифікаційний орган та випробувальна лабораторія в міжнародній Системі сертифікації електрообладнання — ІЕСЕЕ.